# انتشارات کانکی
انتشارات کانکی (به ژاپنی: かんき出版) یک شرکت نشر است که از سال ۱۹۷۷ در توکیو فعالیت دارد. بیشتر کتاب‌های منتشر شده توسط این انتشارات در زمینه اقتصاد است. تا سال ۲۰۱۸، ۲۸ عنوان کتاب از سری «درک کاملِ» (手にとるようにわかる) منتشر کرده‌است که در کل این سری ۴ میلیون جلد فروش داشته‌است. عنوان سری دیگر کتاب‌های منتشر شده این انتشارات «یادگیری در ۹۰ دقیقه» نام دارد.